# جچینوو (شهرستان کوژنگتسه)
جچینوو (به لهستانی:  Dziecinów) یک روستا در لهستان است که در گمینا گرابوف ناد پیلیتسان واقع شده‌است. جچینوو ۱۰۰ نفر جمعیت دارد.